# Grandview (Iowa)
Grandview – miasto w Stanach Zjednoczonych, w stanie Iowa, w hrabstwie Louisa. Zgodnie ze spisem statystycznym z 2000 roku, miasto liczyło 600 mieszkańców.